# Kang Quintus
Kang Quintus, né le 17 septembre 1987 à Wum est un acteur, réalisateur, scénariste et producteur camerounais.

## Biographie

### Naissance
Kang Quintus naît le 17 septembre 1987 à Wum dans la région du Nord Ouest du Cameroun.

### Carrière
Il est connu principalement pour son film The Fisherman's Diary qui est le premier film camerounais paru sur Netflix. Ce film vaut à Kang Quintus plusieurs dizaines de prix et de récompenses. Il est nommé au Paris Art and Movies Awards (PAMA) dans 5 catégories (meilleur film, meilleur acteur, meilleur directeur, meilleure musique de film et meilleure production). Il remporte également deux trophées au I Will Tell International Film Festival à Londres.
Il est ambassadeur de l'entreprise Orange Cameroun depuis le 29 avril 2021,.
Kang Quintus est PDG de Kang Quintus Entertainment Ltd, qui devient en avril 2023 un agrégateur Netflix dont l'objectif est de faciliter la distribution des meilleurs films africains,,.

## Filmographie

### Films
- 2014: Ekei
- 2015: Rejected
- 2017: Reverse
- 2018: Jason
- 2020: Side Chick Chronicles
- 2020: The Fisherman's Diary
- 2023 : Nganù

### Séries
- 2015; Retaliation
- 2017; BedFellas
- 2019: Reach